# Pyrrosia drakeana
Pyrrosia drakeana är en stensöteväxtart som först beskrevs av Adrien René Franchet, och fick sitt nu gällande namn av Ren-Chang Ching. Pyrrosia drakeana ingår i släktet Pyrrosia och familjen Polypodiaceae. Inga underarter finns listade.